# Santiago Antonaya
Santiago Antonaya Quesada (Vilches, Jaén, España, 12 de octubre de 1953) fue un futbolista español que se desempeñaba como centrocampista.

## Clubes
| Club              | País   | Año       |
| ----------------- | ------ | --------- |
| Granada C. F.     | España | 1972-1981 |
| Hércules C. F.    | España | 1981-1983 |
| Real Murcia C. F. | España | 1983-1985 |